# ジャック・モリス
ジョン・スコット・モリス（John Scott Morris, 1955年5月16日 - ）は、MLBの元プロ野球選手。ポジションは投手。アメリカ合衆国ミネソタ州セントポール出身。右投右打。背番号47はデトロイト・タイガースの永久欠番。1980年代のMLBを代表する選手の一人であり、1980年代にあげた勝利数(162勝)、投球回数(2443.2回)、先発登板試合数(332試合)、完投試合数(133試合)はMLB1位であり、奪三振数もア・リーグ1位の記録である。

## 経歴

### タイガース時代
1976年のMLBドラフトでデトロイト・タイガースから5巡目（全体98位）に指名を受け入団。
1977年7月26日のシカゴ・ホワイトソックス戦でメジャーデビュー。1979年は5月から先発ローテーションに定着し、9月19日のボルチモア・オリオールズ戦でメジャー初完封を達成するなど17勝7敗、防御率3.28を記録。
50日間に及ぶストライキでシーズンが短縮された1981年は7試合連続完投勝利を挙げるなど好調で、自身初のオールスターゲームに選出され、先発投手を務めた。14勝7敗・防御率3.05を記録し、デニス・マルティネス、ピート・ブコビッチら3人と並んで最多勝利のタイトルを獲得。サイ・ヤング賞の投票では3位に入った。1983年は20勝13敗、防御率3.34、232奪三振を記録し、最多奪三振を獲得。293.2イニングと18暴投もリーグトップだった。サイ・ヤング賞の投票では3位。
1984年は開幕から絶好調で、4月7日のホワイトソックス戦でノーヒットノーランを達成するなど、5月終了時点で10勝1敗、防御率1.88を記録。開幕40試合を35勝5敗、勝率.857というスタートダッシュを切ったチームの原動力となり、2度目のオールスターゲームに選出される。後半戦でペースダウンしたが19勝11敗、防御率3.60を記録し、チームは2位に15ゲーム差を付ける圧倒的な強さで12年ぶりの地区優勝を果たす。カンザスシティ・ロイヤルズとのリーグチャンピオンシップシリーズでは第1戦に先発して7回1失点で勝利投手となり、チームは3連勝で16年ぶりのリーグ優勝。サンディエゴ・パドレスとのワールドシリーズでは第1戦と第4戦に先発し、いずれも2失点完投勝利。チームは4勝1敗でシリーズを制し、ワールドチャンピオンの栄冠を手にした。
1986年4月7日のボストン・レッドソックスとの開幕戦で、1回表に1番のドワイト・エバンスに初球を本塁打され、史上初となる「開幕戦初回表先頭打者初球本塁打」を喫した。尚この試合はMLB最古の球団シンシナティ・レッズが他球団に先駆けて開幕戦を行う「トラディショナル・オープナー」の慣行を破り、レッズよりも（時間的に）先に開幕戦を行ったため、エバンスは文字通り同年のメジャーリーグで「最初の打者」だった。同年は後半戦で12勝と調子を上げ、21勝8敗、防御率3.27、223奪三振、リーグトップの6完封と好成績を残したが、キャリアワーストの40被本塁打を記録した。
1987年は前半戦で9連勝を記録するなど12勝を挙げ、4度目のオールスターゲームに選出される。シーズン通算で18勝11敗、防御率3.38、208奪三振を記録。チームはトロント・ブルージェイズとの熾烈な優勝争いを演じ、残り8試合の時点で3.5ゲーム差を付けられたが逆転し、3年ぶりの地区優勝。ミネソタ・ツインズとのリーグチャンピオンシップシリーズでは第2戦に先発したが、8回を完投したものの6失点で敗戦投手となり、チームも1勝4敗で敗退した。オフにフリーエージェントとなるが再契約。
1989年は開幕6連敗を喫した上故障で2ヶ月戦線離脱し、6勝14敗、防御率4.86と不本意な成績に終わった。1980年から1989年にかけての10年間で計162勝を挙げ、1980年代のMLB最多勝投手となった。
1990年はリーグ最多タイの36先発・11完投を記録したが、15勝18敗、防御率4.51、リーグワーストの144失点と振るわず、オフに再びフリーエージェントとなった。

### ツインズ時代
1991年2月5日に故郷のミネソタ・ツインズと1年契約。序盤は不調だったが次第に調子を上げ、前半戦で8連勝を含む11勝を記録し、4年ぶりにオールスターゲームに選出され先発投手を務めた。シーズン通算で18勝12敗、防御率3.43と復活を遂げ、チームの4年ぶりの地区優勝に貢献。ブルージェイズとのリーグチャンピオンシップシリーズでは2勝を挙げる活躍を見せ、チームは4勝1敗でリーグ優勝を果たした。アトランタ・ブレーブスとのワールドシリーズでは第1戦・第4戦・第7戦に先発。最終第7戦では延長10回を完封してチームのサヨナラ勝利を呼び込み、ワールドチャンピオンに輝いた。2勝0敗、防御率1.17の活躍でシリーズのMVPも受賞。サイ・ヤング賞の投票は4位だった。そのままツインズに骨を埋めるかと思われたがフリーエージェントとなり、12月18日にブルージェイズと契約し、1年限りでツインズを去った。

### ブルージェイズ時代
1992年は21勝6敗、防御率4.04の成績で、ケビン・ブラウンと並んで2度目の最多勝利のタイトルを獲得し、チームの2年連続地区優勝に貢献。オークランド・アスレチックスとのリーグチャンピオンシップシリーズでは第1戦で完投するも敗戦投手。第4戦でも4回途中5失点で降板と不本意だったが、チームは4勝2敗で球団創設以来初、カナダの球団としても初のリーグ優勝を飾る。自身前年に続きブレーブスとの対戦となったワールドシリーズでは2試合に先発したが2敗、防御率8.44と打ち込まれた。しかしチームは4勝2敗でブレーブスを下し、カナダに初めてワールドチャンピオンシップが渡った。
1993年4月6日のシアトル・マリナーズとの開幕戦で先発し、MLB記録の14年連続開幕投手となるが、序盤から絶不調で4月終了時点で1勝3敗、防御率11.51。その後も防御率が6点を切ることは1度もなく、7勝12敗、防御率6.19に終わる。チームは3年連続で地区優勝を果たし、ワールドシリーズ2連覇も達成したが、ポストシーズンのロースターに入ることすらできず、12月5日に解雇された。

### 以後
1994年2月10日にクリーブランド・インディアンスと契約。途中5連勝を記録するなど10勝を挙げたが、防御率は5.60に終わり、1994年から1995年のMLBストライキ直前の8月9日に解雇された。12月22日にシンシナティ・レッズと契約して再起を図るもメジャー昇格はならず、引退。
1996年には独立リーグのセントポール・セインツに所属した。

### 引退後
主にフロリダ州レイクランドに在住し、タイガースのスプリング・キャンプにおいてスペシャルアドバイザーとして投手コーチを務めるほか、ツインズの専属解説者を務めている。
1980年から93年にかけて14年連続で開幕投手を務めたが、これはMLB記録である。1987年・1988年・1991年・1993年はアメリカンリーグの投手で最高年俸であった。
サイ・ヤング賞のタイトルには縁がなかった。アメリカ野球殿堂入りの選出を行う全米野球記者協会の投票では2000年に資格を取得したが、得票率は最高でも67.7％であり、75％が必要な殿堂入りの資格は満たせず、2014年に殿堂入り資格を喪失した。
2018年、ベテランズ委員会の選出でアメリカ野球殿堂入りを果たした。殿堂入りを記念し、モリスのタイガース在籍時の背番号47が永久欠番に指定されることが発表された。
2021年8月17日、デトロイト・タイガース対ロサンゼルス・エンゼルスの試合において、同ゲームのテレビ解説を担当した時に実況アナウンサーから大谷翔平の対策について問われた際にアジア人のアクセントをまねるような口調で「非常に注意しなくてはいけない」と発言した。その後、モリスは中継内で謝罪したが、SNSにおいて批判が殺到し、同ゲームの中継を担当したバリースポーツ・デトロイトはモリスの発言について謝罪すると同時に放送業務に携わることについて無期限で停止させることを発表した。

## 選手としての特徴
速球、スライダー、スプリット・フィンガード・ファストボールが得意球。そのため暴投が多く、リーグワーストを6回記録した。通算206暴投は史上第8位（2012年終了時点）である。

## 詳細情報

### 年度別投手成績
| 年 度     | 球 団     | 登 板 | 先 発 | 完 投 | 完 封 | 無 四 球 | 勝 利 | 敗 戦 | セ 丨 ブ | ホ 丨 ル ド | 勝 率 | 打 者 | 投 球 回 | 被 安 打 | 被 本 塁 打 | 与 四 球 | 敬 遠 | 与 死 球 | 奪 三 振 | 暴 投 | ボ 丨 ク | 失 点 | 自 責 点 | 防 御 率 | W H I P |
| --------- | --------- | ----- | ----- | ----- | ----- | -------- | ----- | ----- | -------- | ----------- | ----- | ----- | -------- | -------- | ----------- | -------- | ----- | -------- | -------- | ----- | -------- | ----- | -------- | -------- | ------- |
| 1977      | DET       | 7     | 6     | 1     | 0     | 0        | 1     | 1     | 0        | --          | .500  | 189   | 45.2     | 38       | 4           | 23       | 0     | 0        | 28       | 2     | 0        | 20    | 19       | 3.74     | 1.34    |
| 1978      | DET       | 28    | 7     | 0     | 0     | 0        | 3     | 5     | 0        | --          | .375  | 469   | 106.0    | 107      | 8           | 49       | 5     | 3        | 48       | 4     | 0        | 57    | 51       | 4.33     | 1.47    |
| 1979      | DET       | 27    | 27    | 9     | 1     | 0        | 17    | 7     | 0        | --          | .708  | 806   | 197.2    | 179      | 19          | 59       | 4     | 4        | 113      | 9     | 1        | 76    | 72       | 3.28     | 1.20    |
| 1980      | DET       | 36    | 36    | 11    | 2     | 0        | 16    | 15    | 0        | --          | .516  | 1074  | 250.0    | 252      | 20          | 87       | 5     | 4        | 112      | 6     | 2        | 125   | 116      | 4.18     | 1.36    |
| 1981      | DET       | 25    | 25    | 15    | 1     | 0        | 14    | 7     | 0        | --          | .667  | 798   | 198.0    | 153      | 14          | 78       | 11    | 2        | 97       | 2     | 2        | 69    | 67       | 3.05     | 1.17    |
| 1982      | DET       | 37    | 37    | 17    | 3     | 3        | 17    | 16    | 0        | --          | .515  | 1107  | 266.1    | 247      | 37          | 96       | 7     | 0        | 135      | 10    | 0        | 131   | 120      | 4.06     | 1.29    |
| 1983      | DET       | 37    | 37    | 20    | 1     | 2        | 20    | 13    | 0        | --          | .606  | 1204  | 293.2    | 257      | 30          | 83       | 5     | 3        | 232      | 18    | 0        | 117   | 109      | 3.34     | 1.16    |
| 1984      | DET       | 35    | 35    | 9     | 1     | 1        | 19    | 11    | 0        | --          | .633  | 1015  | 240.1    | 221      | 20          | 87       | 7     | 2        | 148      | 14    | 0        | 108   | 96       | 3.60     | 1.28    |
| 1985      | DET       | 35    | 35    | 13    | 4     | 0        | 16    | 11    | 0        | --          | .593  | 1077  | 257.0    | 212      | 21          | 110      | 7     | 5        | 191      | 15    | 3        | 102   | 95       | 3.33     | 1.25    |
| 1986      | DET       | 35    | 35    | 15    | 6     | 2        | 21    | 8     | 0        | --          | .724  | 1092  | 267.0    | 229      | 40          | 82       | 7     | 0        | 223      | 12    | 0        | 105   | 97       | 3.27     | 1.16    |
| 1987      | DET       | 34    | 34    | 13    | 0     | 0        | 18    | 11    | 0        | --          | .621  | 1101  | 266.0    | 227      | 39          | 93       | 7     | 1        | 208      | 24    | 1        | 111   | 100      | 3.38     | 1.20    |
| 1988      | DET       | 34    | 34    | 10    | 2     | 1        | 15    | 13    | 0        | --          | .536  | 997   | 235.0    | 225      | 20          | 83       | 7     | 4        | 168      | 11    | 11       | 115   | 103      | 3.94     | 1.31    |
| 1989      | DET       | 24    | 24    | 10    | 0     | 0        | 6     | 14    | 0        | --          | .300  | 743   | 170.1    | 189      | 23          | 59       | 3     | 2        | 115      | 12    | 1        | 102   | 92       | 4.86     | 1.46    |
| 1990      | DET       | 36    | 36    | 11    | 3     | 2        | 15    | 18    | 0        | --          | .455  | 1073  | 249.2    | 231      | 26          | 97       | 13    | 6        | 162      | 16    | 2        | 144   | 125      | 4.51     | 1.31    |
| 1991      | MIN       | 35    | 35    | 10    | 2     | 1        | 18    | 12    | 0        | --          | .600  | 1032  | 246.2    | 226      | 18          | 92       | 5     | 5        | 163      | 15    | 1        | 107   | 94       | 3.43     | 1.29    |
| 1992      | TOR       | 34    | 34    | 6     | 1     | 1        | 21    | 6     | 0        | --          | .778  | 1005  | 240.2    | 222      | 18          | 80       | 2     | 10       | 132      | 9     | 2        | 114   | 108      | 4.04     | 1.25    |
| 1993      | TOR       | 27    | 27    | 4     | 1     | 1        | 7     | 12    | 0        | --          | .368  | 702   | 152.2    | 189      | 18          | 65       | 2     | 3        | 103      | 14    | 1        | 116   | 105      | 6.19     | 1.66    |
| 1994      | CLE       | 23    | 23    | 1     | 0     | 1        | 10    | 6     | 0        | --          | .625  | 636   | 141.1    | 163      | 14          | 67       | 2     | 4        | 100      | 13    | 0        | 96    | 88       | 5.60     | 1.63    |
| MLB：18年 | MLB：18年 | 549   | 527   | 175   | 28    | 15       | 254   | 186   | 0        | --          | .577  | 16120 | 3824.0   | 3567     | 389         | 1390     | 99    | 58       | 2478     | 206   | 27       | 1815  | 1657     | 3.90     | 1.30    |

- 各年度の太字はリーグ最高

### 年度別守備成績
| 年 度 | 球 団 | 投手（P） | 投手（P） | 投手（P） | 投手（P） | 投手（P） | 投手（P） |
| 年 度 | 球 団 | 試 合     | 刺 殺     | 補 殺     | 失 策     | 併 殺     | 守 備 率  |
| ----- | ----- | --------- | --------- | --------- | --------- | --------- | --------- |
| 1977  | DET   | 7         | 2         | 8         | 0         | 0         | 1.000     |
| 1978  | DET   | 28        | 5         | 15        | 2         | 3         | .909      |
| 1979  | DET   | 27        | 14        | 23        | 2         | 3         | .949      |
| 1980  | DET   | 36        | 31        | 43        | 2         | 2         | .974      |
| 1981  | DET   | 25        | 16        | 28        | 0         | 2         | 1.000     |
| 1982  | DET   | 37        | 26        | 31        | 1         | 2         | .983      |
| 1983  | DET   | 37        | 29        | 26        | 2         | 2         | .965      |
| 1984  | DET   | 35        | 29        | 32        | 3         | 4         | .953      |
| 1985  | DET   | 35        | 25        | 25        | 4         | 2         | .926      |
| 1986  | DET   | 35        | 27        | 27        | 2         | 4         | .964      |
| 1987  | DET   | 34        | 31        | 18        | 0         | 1         | 1.000     |
| 1988  | DET   | 34        | 31        | 21        | 1         | 1         | .981      |
| 1989  | DET   | 24        | 17        | 22        | 1         | 3         | .975      |
| 1990  | DET   | 36        | 38        | 14        | 2         | 2         | .963      |
| 1991  | MIN   | 35        | 23        | 25        | 0         | 2         | 1.000     |
| 1992  | TOR   | 34        | 20        | 26        | 1         | 1         | .979      |
| 1993  | TOR   | 27        | 11        | 10        | 2         | 1         | .913      |
| 1994  | CLE   | 23        | 12        | 19        | 4         | 1         | .886      |
| MLB   | MLB   | 549       | 387       | 413       | 29        | 36        | .965      |

### タイトル
- 最多勝利：2回（1981年、1992年）
- 最多奪三振：1回（1983年）

### 表彰
- ワールドシリーズMVP：1回（1991年）
- ベーブ・ルース賞：2回（1984年、1991年）

### 記録
- MLBオールスターゲーム選出：5回（1981年、1984年、1985年、1987年、1991年）
- ノーヒットノーラン：1回（1984年4月7日、対シカゴ・ホワイトソックス戦）
- 開幕投手：14回（1980年 - 1993年）※14年連続はMLB記録
- ワールドシリーズで通算5のボークを記録しており、これはワールドシリーズ史上最多タイ記録である（2007年終了時点）。

### 背番号
- 47（1977年 - 1994年）※デトロイト・タイガースの永久欠番